# 三国岳 (山形県・福島県・新潟県)
三国岳（みくにだけ）は、山形県飯豊町・福島県喜多方市・新潟県阿賀町にまたがる飯豊山地に属する山である。標高1,644 m.

## 概要
「三国岳」という名の山は全国各地に存在するが、飯豊山地にある三国岳はその中で最も標高が高い。「三国」は旧制の国である出羽国・陸奥国・越後国の国境の交点に位置することによる。
この三国岳付近から北西方向の飯豊山の稜線沿いに御西岳まで、福島県側を参詣口とし飯豊山を神体山とする参道が、両側を山形県と新潟県に挟まれた福島県の領域として細長く伸びている。

## 登山ルート
登山ルートは福島県喜多方市側の川入キャンプ場（御沢小屋跡）を基点とし地蔵山 (1,485 m) の山頂を西側に巻くルート、あるいは飯豊山側から縦走するルートなどがある。御沢小屋跡からのルートは飯豊本山への表参道であり、三国岳前後には鎖場がある。他に南西側の疣岩山 (1,654 m) を経るルートもある。
三国岳山頂には山小屋の三国小屋がある。